# Mecistocephalus glabridorsalis
Mecistocephalus glabridorsalis är en mångfotingart som beskrevs av Carl Graf Attems 1901. Mecistocephalus glabridorsalis ingår i släktet Mecistocephalus och familjen storhuvudjordkrypare.
Artens utbredningsområde är:
- Papua Nya Guinea.
- Seychellerna.

Inga underarter finns listade i Catalogue of Life.